# Mangora vaupes
Mangora vaupes là một loài nhện trong họ Araneidae.
Loài này thuộc chi Mangora. Mangora vaupes được Herbert Walter Levi miêu tả năm 2007.